# Разнас
Ра́знас (устар.: Разно, Разна; латыш. Rāznas ezers, Rēznas ezers) — второе по площади водного зеркала и первое по объёму воды озеро Латвии. Находится в восточной части страны на территории Резекненского края, акватория озера разделена между Каунатской, Маконькалнской и Чёрнайской волостями.
Располагается в центральной части Латгальской возвышенности на высоте 163,3 м над уровнем моря. Общая площадь озера 57,81 км², водная поверхность занимает 57,564 км². Максимальная глубина достигает 17 м. На озере расположены 10 островов общей площадью 24,6 га, самый крупный из них — Апшу (9 га). В конце 80-х — начале 90-х Комитет по защите окружающей среды обратил внимание на ухудшение экологического состояния озера. В 1999 году были выделены средства на реализацию проекта по созданию природного парка на базе озера. В 2001 году местные самоуправления подписывают протокол с предложением создания национального парка «Разнас». В 2004 году происходит официальное учреждение природного парка «Разна», который 1 января 2007 года преобразуется в национальный парк «Разнас».
В озере водится щука, колюшка, голец, угорь, линь, судак, окунь, плотва, пелядь, карп, карась, уклейка, лещ, краснопёрка, ряпушка, язь, ёрш, густера и некоторые другие виды рыб.
В двух километрах от юго-западного берега озера находится холм Маконькалнс, с которого открывается вид на озеро.